# Атбасар (аеропорт)
Аеропо́рт «Атбасар»  — аеропорт міста Атбасара в Казахстані. Знаходиться за 5 км на північ від міста.
Аеропорт має дві будівлі і невелику парковку.